# Mischa Barton
Pour les articles homonymes, voir Barton.
Mischa Barton est une actrice de nationalité britannique et américaine, née le 24 janvier 1986 à Hammersmith, Londres.

## Biographie

### Famille et jeunesse
Elle nait à Hammersmith, à l'ouest de Londres, d'une mère irlandaise photographe, Nuala Quinn et d'un père britannique courtier de change, Paul Marsden Barton. Le grand-père du côté maternel de Mischa enseignait le gaélique irlandais à l'Université de Belfast. Elle a deux sœurs : la cadette Hania et l'aînée Zoe, juriste à Londres.
La famille déménage à New York quand Mischa est âgée de cinq ans. En 2006, 10 jours après son vingtième anniversaire, elle est naturalisée américaine, en conservant son passeport britannique.

### Carrière

#### Cinéma et télévision
À 9 ans, elle obtient son premier rôle dans une pièce de théâtre, et tourne son premier film. Elle apparait dans Coup de foudre à Notting Hill et Sixième Sens. Mischa donne la réplique à Jennifer Jason Leigh et Drew Barrymore dans Skipped Parts. En 2001, elle est prise pour jouer dans Lost and Delirious et Julie Johnson, les deux films sont présentés au festival du film de Sundance.
Plus tôt, en 1994, Mischa incarne Corvina Lang jeune dans La Force du destin. Elle prête ses traits, en 2000, au personnage de Frankie dans Frankie et Nazel, un téléfilm de la chaîne câblée Showtime. Durant la saison 2001-2002, elle participe à 8 épisodes de la série Deuxième Chance. Peu après, les studios Disney l'engagent pour le téléfilm A Ring of Endless Light en Australie. En 2003, très populaire pour son rôle de Marissa Cooper dans The O.C., elle reçoit plusieurs Teen Choice Awards avant son départ en mai 2006 à la fin de la saison 3. Les audiences de Newport Beach tombent en flèche durant la saison 3 et 4 pour se terminer au début de l'année 2007.

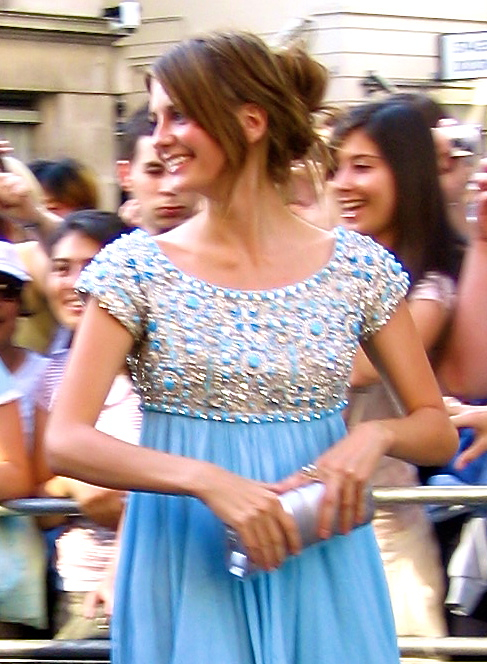
Mischa Barton à Londres en 2006.

En 2007, Mischa Barton est à l'affiche de Medieval Pie : Territoires vierges (Virgin Territory) aux côtés de l'acteur Hayden Christensen, Closing the Ring, et en 2009 Walled In.
Elle apparaît dans le clip Addicted d'Enrique Iglesias, dans celui de James Blunt, Goodbye My Lover avec Matt Dallas, le personnage principal de la série Kyle XY et, au mois de juin 2012, dans le clip Everybody's On the Run de Noel Gallagher. 
En 2016 elle participe à la célèbre émission Dancing with the Stars, lors de la 22e saison où elle finit à la 11e place sur 12 concurrents.
En août 2017, elle travaille avec le groupe de rock alternatif Deap Vally, en jouant dans leur clip intitulé "Turn it off".
À partir de 2019 elle est l'une des héroïnes de The Hills: New Beginnings au côté notamment d'Heidi Montag, Audrina Patridge ou encore Spencer Pratt.

#### En tant que mannequin et styliste
Mischa Barton apparaît dans des spots publicitaires et de publicités imprimées. Elle prête ainsi son visage à diverses marques telles Calvin Klein, Bebe stores, Aéropostale, Monsoon Accessorize, Dooney & Bourke, la ligne de vêtements française Morgan, Jaspal et les soins pour la peau Neutrogena. Elle a également représenté la marque de baskets Keds à partir de 2004.
En 2008, elle gagne le titre d'« InStyle », « icône de l'année », le prix est remis aux Viper awards à Berlin par Karl Lagerfeld qui la félicite : « Beaucoup de filles veulent ressembler à Mischa. Elle est une icône de mode pour plusieurs générations, je suis très heureux de lui remettre son VIPer award. » En juin, elle crée une collection de sacs à main pour la boutique en ligne ASOS. Barton aurait été très impliquée dans la ligne de vêtements.
En juin 2010, elle est photographiée et annoncée comme le nouveau visage des collections de Philipp Plein.
Début 2012, Mischa Barton lance avec sa mère une marque de vêtements et en août 2012 elle ouvre sa toute première boutique, « Mischa's Place », à Spitalfields, dans l’est londonien.

### Vie privée
Mischa Barton achète une villa à Los Angeles à l'âge de 19 ans, qu'elle partage avec ses parents. Elle possède également des appartements à New York et Londres.
Problèmes de justice
En décembre 2007, Mischa Barton est arrêtée par la police de Los Angeles pour conduite en état d'ivresse et possession de marijuana. Son procès a lieu en mars 2008. Elle a été condamnée à plusieurs heures de travaux communautaires. En janvier 2010, elle est en procès avec le propriétaire de son appartement de New-York pour trois mois de loyers impayés. En août 2015, elle lance un procès à sa mère pour rupture de contrat et vol pour une maison qu'elles possèdent à Beverly Hills.
Vie sentimentale
Mischa Barton a eu des liaisons avec Cisco Adler, Taylor Locke, Jamie Dornan, Brett Simon et Brandon Davis. Elle a été également, de 2008 à 2009, en couple avec le chanteur et guitariste du groupe The Kooks, Luke Pritchard, originaire de Brighton en Angleterre. 
Internement psychiatrique
Après avoir été traitée pour l'infection d'une dent, un mois auparavant, l'actrice entre le 17 juillet 2009 à l'hôpital de Cedars-Sinaï de Los Angeles, dans une unité psychiatrique où elle est hospitalisée sans son consentement pendant deux semaines pour des troubles mentaux la mettant en danger. Elle sort fin juillet, se disant prête à reprendre le travail.
En janvier 2017, elle est retrouvée sur sa palissade de jardin en train de crier ; elle est prise en charge pour une évaluation psychiatrique par les pompiers.

## Filmographie

### Cinéma
- 1995 : Polio Water de Caroline Kava : Diane (court-métrage)
- 1997 : Lawn Dogs de John Duigan : Devon Stockard
- 1999 : Pups (en) de Ash Baron-Cohen (en) : Rocky
- 1999 : Coup de foudre à Notting Hill (Notting Hill) de Roger Michell : l'actrice de 12 ans
- 1999 : Sixième Sens (The Sixth Sense) de M. Night Shyamalan : Kyra Collins
- 2000 : Paranoïd (Paranoid) de John Duigan : Theresa
- 2000 : Dis maman, comment on fait les bébés ? (Skipped Parts) de Tamra Davis : Maurey Pierce
- 2001 : Rebelles (Lost and Delirious) de Léa Pool : Mary « P'tite souris » Bedford
- 2001 : Julie Johnson de Bob Gosse : Lisa Johnson
- 2001 : Tart de Christina Wayne : Grace Bailey
- 2003 : Octane de Marcus Adams (en) : Natasha « Nat » Wilson
- 2006 : The Oh in Ohio de Billy Kent : Kristen Taylor
- 2007 : War and Destiny (Closing the Ring) de Richard Attenborough : Ethel Ann, jeune
- 2007 : St Trinian's : Pensionnat pour jeunes filles rebelles (St. Trinian's) d'Oliver Parker et Barnaby Thompson (en) : JJ French
- 2007 : Medieval Pie : Territoires vierges (Virgin Territory) de David Leland : Pampinea
- 2008 : Assassinat d'un président (Assassination of a High School President) de Brett Simon (en) : Francesca Fachini
- 2009 : Les Emmurés (Walled In) de Gilles Paquet-Brenner : Sam
- 2009 : Sexe, Vengeance et Séduction (en) (Homecoming) de Morgan J. Freeman : Shelby Mercer
- 2010 : Don't Fade Away (en) de Luke Kasdan : Kat
- 2011 : You and I de Roland Joffé : Lana
- 2012 : La Belle et l'Idiot (en) (Beauty and the Least: The Misadventures of Ben Banks) de Bryce Clark : Amy Warner
- 2012 : I Will Follow You Into the Dark (en) de Mark Edwin Robinson (en) : Sophia Monet
- 2012 : Appartement 1303 (Apartment 1303 3D) de Daniel Fridell (en) : Lara Slate
- 2013 : La Résurrection (A Resurrection) de Matt Orlando : Jessie Parker
- 2014 : Throwdown de Timothy Woodward Jr. (en) : Lisa Thomas
- 2014 : Mining for Ruby de Laura Zoe Quist : Jessica King
- 2014 : Starcrossed de Chase Mohseni : Kat
- 2014 : Bhopal: A Prayer for Rain (en) de Ravi Kumar : Eva Gascon
- 2015 : Hope Lost de David Petrucci : Alina
- 2015 : Zombie Killers: Elephant's Graveyard de B. Harrison Smith : Alina
- 2015 : SWAT: Unit 887 de Timothy Woodward Jr. (en) : Agent Melanie Hamlin
- 2015 : The Hoarder de Matt Winn : Ella
- 2015 : American Beach House de Straw Weisman : Miss Maureen
- 2015 : L.A. Slasher (en) de Martin Owen : l'Actrice
- 2015 : Checkmate (es) de Timothy Woodward Jr. (en) : Lauren Campbell
- 2015 : Operator de Amariah Olson et Obin Olson : Pamela Miller
- 2016 : Deserted de Ashley Avis : Jae
- 2017 : Monsters at Large : Katie Parker
- 2017 : The Executor : Tara
- 2018 : The Malevolent : Mme Lowell
- 2018 : The Basement (en)  : Kelly Owen
- 2018 : The Toybox  : Samantha
- 2018 : Ouija House  : Samantha
- 2018 : Papa  : Jennifer
- 2018 : Painkillers
- 2018 : The Cat and the Moon

### Télévision

#### Séries télévisées
- 1996-1997 : KaBlam! (en) : Betty Ann Bongo (animation, voix originale - 8 épisodes[4])
- 2001-2002 : Deuxième Chance : Katie Singer (8 épisodes[5])
- 2003 : Fastlane : Simone Collins (saison 1, épisode 17)
- 2003-2006 : Newport Beach : Marissa Cooper (rôle principal, 78 épisodes[6])
- 2006 : La Force du destin : Lilly Benton Montgomery
- 2009 : The Beautiful Life : Sonja Stone (5 épisodes[7])
- 2010 : New York, unité spéciale : Gladys Dalton (saison 11, épisode 14)
- 2013 : Date-A-Max : Cammie (saison 2, épisode 13)
- 2016 : Recovery Road : Olivia (saison 1, épisode 4)

#### Téléfilms
- 1996 : New York Crossing de Vinicius Mainardi : Drummond
- 1999 : An Off-Beats Valentine's de Mo Willems : Betty Ann Bongo (animation, voix originale)
- 2000 : Le rêve de Frankie (Frankie & Hazel) de JoBeth Williams : Francesca « Frankie » Humphries
- 2002 : Des vacances inoubliables (en) (A Ring of Endless Light) de Greg Beeman : Vicky Austin
- 2012 : Traquée sur la toile (Cyberstalker) de Curtis Crawford : Aiden Ashley
- 2013 : Gutsy Frog de Mark A.Z. Dippé : Mme Monica
- 2016 : #Amour et déconnexion (The Joneses Unplugged) de Bradford May : Rebecca Jones

### Clips vidéos
- 2005 : Goodbye my lover de James Blunt
- 2011 : Everybody's on the Run de Noel Gallagher's High Flying Birds
- 2003 : Addicted de Enrique Iglesias

## Voix françaises
En France, Céline Mauge est la voix française régulière de Mischa Barton. 
En France
| - Céline Mauge dans : - Deuxième Chance (série télévisée) - Des vacances inoubliables (en) - Newport Beach (série télévisée) - Assassinat d'un président - New York, unité spéciale (série télévisée) - Traquée sur la toile - Operator - # Amour et déconnexion | et aussi - Noémie Orphelin dans Sixième Sens - Léa Gabriele dans La Force du destin (série télévisée) |